# Ère Chōhō
L'ère Chōhō (japonais 長保) est une des ères du Japon (年号 nengō, littéralement « le nom de l'année ») suivant l'ère Chōtoku et précédant l'ère Kankō s'étendant du mois de janvier 999 au mois de juillet 1004. L'empereur régnant est Ichijō-tennō (一条天皇).

## Changement de l'ère
- 999 Chōhō gannen (長保元年?) : Le nom de la nouvelle ère est créé pour marquer un événement ou une série d'événements. L'ère précédente se termine là où commence la nouvelle, en Chōtoku 5, le 13e jour du 1er mois de 999[1].

## Événements de l'ère Chōhō
- 999 (Chōhō 1, 11e mois : Une fille de Fujiwara no Michinaga est admise dans la demeure impériale comme seconde impératrice consort de l'empereur Ichijō. Aikio, mieux connue sous le nom de Fujiwara no Shōshi (988-1074), reçoit le titre de Chūgū[2].
- 1001 (Chōhō 3, 11e mois) : Le palais impérial est détruit par le feu[2].
- 1001 (Chōhō 3, 12e mois) : La veuve de l'empereur En'yū et la mère de l'empereur Ichijō meurent. Elle est anciennement connue sous le nom de Fujiwara no Senshi[2].

| Chôhô     | 1er | 2e   | 3e   | 4e   | 5e   | 6e   |
| Grégorien | 999 | 1000 | 1001 | 1002 | 1003 | 1004 |